# 벤 샨

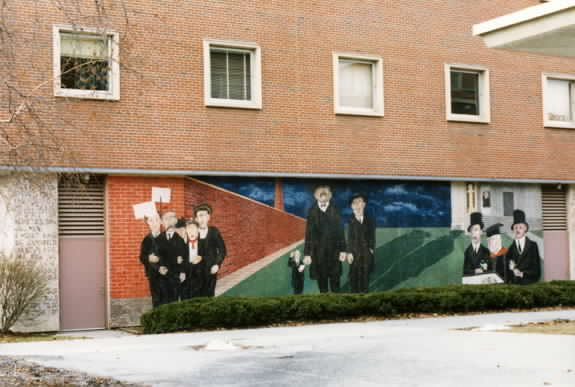
사코와 반제티 사건을 주제로 제작한 벤 샨의 벽화

벤 샨(Ben Shahn, 1898년 9월 12일 리투아니아 카우나스 ~ 1969년 3월 14일 미국 뉴욕)은 리투아니아 태생의 미국 화가이다.

## 생애
러시아 제국의 지배를 받고 있던 리투아니아 카우나스에서 유대인 혈통을 가진 부모의 아들로 태어났다. 1906년에 그의 가족들이 미국으로 이주한 뒤부터 브루클린의 슬럼가(街)에서 성장하였다. 1913년부터 1918년까지 뉴욕에서 활동하던 석판 화가의 아틀리에에서 일하면서 내셔널 아카데미 오브 디자인(National Academy of Design)에 재학했고 한때는 뉴욕 대학교에서 생물학과를 전공하기도 했다.
1925년에서 1929년까지 유럽과 북아메리카를 여행하는 동안 현대 미술의 여러 가지 동향에 대한 이해를 깊이 심화시켰다. 1929년 대공황이 터진 뒤부터는 사회적 사건에 눈을 돌렸는데 이는 드레퓌스 사건, 사코와 반제티 사건 등을 테마로 한 극명(克明)한 사실적(寫實的) 회화를 발표하는 실마리가 되었다.
1930년대 미국에서는 그랜트 우드를 중심으로 하는 이른바 사회정경파(社會情景派)가 리얼한 현실 파악으로써 활약하는데 샨도 사진 작가인 워커 에번스와 협력하여 다큐멘터리 사진을 제작하였고 이 사진을 기법으로 도입하여 타블로와 벽화를 제작했다. 그러나 그의 특징은 외적인 리얼리즘을 추구하는 점에 그치지 않고 리얼한 대상 파악을 통하여 고독하고 비애에 넘친 인간상의 내면을 상징화하여 가는 점에 있다. 그것은 때에 따라서 환각과 잠재 의식까지도 암시하는 것과 같은 특이한 표현을 낳고 있다. 제2차 세계 대전 기간 동안에는 산업자본가회의(産業資本家會議)의 디자이너로 활동하면서 전후 그래픽 디자인 분야의 제작에도 공적을 올렸다.